# Asha Mevlana
Asha Mevlana (Asha Mevlana Clayton-Niederman) es una violinista estadounidense. Es reconocida por su trabajo con la banda de rock Trans-Siberian Orchestra. Además ha publicado dos álbumes con el cuarteto de cuerdas Invert y uno con la banda de rock australiana Porcelain.
Melvana también se desempeña como directora audiovisual, realizando su debut en el documental corto Driven, lanzado en 2011. Ha presentado los pilotos Lost Weekend y Destination Showdown para Travel Channel.

## Discografía

### Con Invert
- Invert (2000)
- Between the Seconds (2003)[10]

### Con Porcelain

#### Álbumes
- The Last Song (I'm Wasting On You) (2010)

#### Sencillos
- Again
- The Last Song (I'm Wasting On You)[11]

### Con Trans-Siberian Orchestra
- Letters from the Labyrinth (2015)